# Dynoides spinipodus
Dynoides spinipodus là một loài chân đều trong họ Sphaeromatidae. Loài này được Kwon & Kim miêu tả khoa học năm 1986.